# Albert Chemutai
Albert Chemutai (né le 25 novembre 1999) est un athlète ougandais, spécialiste du 3 000 m steeple.

## Palmarès
| Date | Compétition                   | Lieu      | Résultat | Épreuve         | Temps         |
| ---- | ----------------------------- | --------- | -------- | --------------- | ------------- |
| 2016 | Championnats du monde juniors | Bydgoszcz | 7e       | 3 000 m steeple | 8 min 37 s 76 |
| 2017 | Championnats du monde         | Londres   | 10e      | 3 000 m steeple | 8 min 25 s 94 |

## Records
| Épreuve         | Performance   | Lieu    | Date        |
| --------------- | ------------- | ------- | ----------- |
| 3 000 m steeple | 8 min 23 s 18 | Londres | 6 août 2017 |